# تششمة أحمد رضا
تششمة أحمد رضا هي قرية في مقاطعة تيران وكرون، إيران. يقدر عدد سكانها بـ 379 نسمة بحسب إحصاء 2016.